# Lewandowski
Lewandowski (żeński: Lewandowska, l. mn. Lewandowscy) – polskie nazwisko. Obecnie jest to siódme pod względem popularności nazwisko w Polsce. Według bazy PESEL 19.01.2024 r. nosiło je 46 640 Polek i 44 891 Polaków.

## Etymologia
Pierwszy zapis nazwiska Lewandowski odnotowano w roku 1673 w „Albumie studentów Akademii Zamojskiej”, chociaż w formie Lavendowski pojawił się już w 1608 roku (oba nazwiska mają prawdopodobnie wspólne pochodzenie). Etymologia jest bardzo niejasna, podawane są następujące możliwości:
- nazwy rośliny – lawenda
- Lewitów – pokolenie żydowskie[potrzebny przypis])
- imienia Lew (spolszczona wersja imienia Leon)[potrzebny przypis])
- lew – gatunek zwierzęcia drapieżnego[potrzebny przypis])
- lewy – określenie strony (także znaczenia przenośne)[potrzebny przypis])
- staropolskiego lewada – polana, łąka w lesie
- łacińskiego wyrazu levantes – osoba podająca do chrztu, rodzic chrzestny
- zachodnioeuropejskich elementów nazwisk szlacheckich le, van, de

## Występowanie
Nazwisko to występuje głównie w środkowo-północnej części kraju. W województwie kujawsko-pomorskim stanowi aż 1,1% całej populacji, co jest rekordem Polski.

## Znani Lewandowscy w Polsce
- Adam Lewandowski (1906–1992) – prezydent Torunia w latach 1959–1963
- Adam Lewandowski (XX–XXI w.) – polski muzyk jazzowy (perkusista)
- Anna Lewandowska (ur. 1988) – polska sportsmenka
- Andrzej Lewandowski (ur. 1935) – polski dziennikarz sportowy
- Andrzej Lewandowski (ur. 1950) – polski dowódca wojskowy, generał
- Andrzej Lewandowski (ur. 1954) – polski polityk, poseł na Sejm RP VII kadencji, starosta powiatu sławieńskiego
- Andrzej Lewandowski (ur. 1937) – polski tłumacz poezji rosyjskiej i włoskiej
- Bogdan Lewandowski (ur. 1946) – polski polityk
- Czesław Lewandowski (1922–2009) – polski duchowny katolicki, biskup włocławski
- Edward Lewandowski (1893–1940) – oficer piechoty II RP, ofiara zbrodni katyńskiej
- Edward Lewandowski (1938–2009) – polski regionalista związany z Ciechanowem
- Edyta Lewandowska (ur. 1975) – polska dziennikarka
- Edyta Lewandowska (ur. 1980) – polska lekkoatletka
- Grzegorz Lewandowski (ur. 1969) – polski piłkarz
- Grzegorz Lewandowski (1944–2009) – polski aktor
- Grzegorz Lewandowski (ur. 1969) – polski reżyser
- Henryk Lewandowski (1933–2013) – polski prawnik
- Henryk Lewandowski (1945–2021) – polski prawnik i restaurator[2][3][4][5][6]
- Irena Lewandowska (ur. 1931) – polska tłumaczka
- Jakub Henryk Lewandowski (1807–1882) – polski pionier weterynarii
- Jakub Lewandowski (1899–1972) – polski oficer
- Jakub Lewandowski (ur. 1992) – polski koszykarz
- Jakub Lewandowski (ur. 2001) – polski hokeista
- Jan F. Lewandowski (1952–2015) – polski historyk, historyk kina, krytyk filmowy, filmoznawca, dziennikarz, publicysta, wydawca, animator kultury
- Jan Lewandowski (1944–2023) – polski historyk
- Jan Lewandowski (1885–1960) – polski polityk, oficer
- Janina Antonina Lewandowska (1908–1940) – polska pilotka szybowcowa i samolotowa, jedyna kobieta zabita w Katyniu
- Janusz Lewandowski (ur. 1951) – ekonomista i polityk, poseł na Sejm I, III i IV kadencji, poseł do Parlamentu Europejskiego VII kadencji
- Jerzy Lewandowski (ur. 1949) – polski duchowny katolicki
- Jerzy Lewandowski (1926–2011) – polski wykładowca prawa
- Jerzy Lewandowski (1959–2024) – polski profesor fizyki teoretycznej
- Jerzy Bolesław Lewandowski (ur. 1948) – polski naukowiec
- Kajetan Lewandowski (ur. 1992) – aktor
- Kazimierz Lewandowski (1869–1938) – polski pisarz i poeta
- Kazimierz Lewandowski (1951–2021) – wioślarz
- Konrad T. Lewandowski (ur. 1966) – pisarz fantastyki, dziennikarz
- Krzysztof Lewandowski (ur. 2005) – polski żużlowiec
- Leopold Leon Lewandowski (1831–1896) – polski kompozytor
- Leszek Lewandowski (ur. 1960) – polski artysta plastyk
- Małgorzata Lewandowska (ur. 1968) – polska profesorka nauk technicznych
- Maciej Lewandowski (XX–XXI w.) – polski dyplomata i urzędnik
- Marcin Lewandowski (ur. 1987) – polski lekkoatleta, 800-metrowiec, mistrz Europy 2010
- Mariusz Lewandowski (ur. 1979) – polski piłkarz
- Martin Lewandowski (ur. 1975) – polski przedsiębiorca i współzałożyciel polskiej federacji Konfrontacji Sztuk Walki (KSW)
- Paweł Lewandowski (ur. 1986) – polski politolog i socjolog
- Przemysław Lewandowski (ur. 1978) – polski koszykarz
- Przemysław Lewandowski (ur. 1975) – polski wioślarz
- Rafael Lewandowski (ur. 1969) – francusko-polski reżyser i scenarzysta filmowy
- Bronisław Robert „Bob” Lewandowski (1920–2006) – dziennikarz, działacz polonijny w Stanach Zjednoczonych, twórca „Marszu Żoliborza”
- Renata Lewandowska (ur. 1947) – polska piosenkarka
- Robert Lewandowski (ur. 1988) – polski piłkarz
- Sandra Lewandowska (ur. 1977) – polska ekonomistka, posłanka na Sejm RP V kadencji
- Stanisław Roman Lewandowski (1859–1940) – polski rzeźbiarz, dramatopisarz
- Stefan Lewandowski (1937–2018) – polski historyk
- Stefan Lewandowski (1930–2007) – polski lekkoatleta, średniodystansowiec
- Tadeusz Lewandowski (1922–1992) – polski fotograf
- Tadeusz Lewandowski (1922–2010) – polski kapitan żeglugi wielkiej, weteran zatopienia polskiego niszczyciela ORP Grom na Narwiku
- Tadeusz Lewandowski (1930–1995) – poseł na Sejm PRL VI kadencji
- Tadeusz Lewandowski (1934–1996) – poseł na Sejm PRL IX kadencji
- Tadeusz Stefan Lewandowski (1944–2021) – poseł I kadencji (1991–1993), senator IV kadencji (1997–2001) i VI kadencji (2005–2007) z Legnicy
- Tadeusz Bernard Lewandowski (ur. 1951) – poseł III kadencji (1997–2001) z Bydgoszczy
- Wacław Stefan Lewandowski (1888–1971) – polski pianista, rektor PWSM w Poznaniu
- Walenty Lewandowski (1822–1907) – polski pułkownik
- Wawrzyniec Lewandowski (1831–1864) – polski ksiądz katolicki, powstaniec styczniowy
- Włodzimierz Lewandowski – ujednoznacznienie
- Wojciech Lewandowski (ur. 1985) – polski lekkoatleta, trójskoczek
- Zbigniew Lewandowski (1930–2020) – polski lekkoatleta, skoczek wzwyż
- Zbigniew Lewandowski (ur. 1951) – polski muzyk jazzowy (perkusista)
- Zbigniew Lewandowski (ur. 1943) – generał Sił Zbrojnych RP
- Zenon Eugeniusz Lewandowski (1859–1927) – polski działacz polityczny

## Znani Lewandowscy na świecie
- Eduard Lewandowski (ur. 1980) – urodzony w Rosji niemiecki hokeista
- Louis Lewandowski (1821–1894) – niemiecki kompozytor
- Michaił Lewandowski (1890–1938) – urodzony w Rosji radziecki generał